# Ordine, decorații și medalii ale României
Sistemul Național de Decorații este împărțit în șase categorii, enumerate mai jos. A fost reînființat în 1998, după o perioadă de 50 de ani în care România a folosit un sistem de decorații în stil sovietic. Este foarte asemănător cu sistemul folosit în România în perioada interbelică.
Lista este ordonată în ordinea descrescătoare a rangului premiilor în Sistemul Național de Decorații.